# تجمع معيور (رماة)

تعديل مصدري - تعديل

تجمع معيور هي إحدى قرى عزلة رماة بمديرية رماة التابعة لمحافظة حضرموت، بلغ تعداد سكانها 220 نسمة حسب تعداد اليمن لعام 2004.